# ディズニーウォーターパーク
ディズニーウォーターパーク（Disney Water Parks）とは、アメリカ・ウォルト・ディズニー・カンパニー（以下「ディズニー」）が展開しているディズニーの作品等をテーマとしたウォーターパークの総称である。

## 概要
現存する2つのウォーターパークは、アメリカフロリダ州オーランドのウォルト・ディズニー・ワールド・リゾート内にある。ウォーターパークはその性質上、気候が1年中温暖な位置にのみ建設可能ということもあり、東京やパリ、香港、上海などでの建設は難しい。

## 現存するもの
- ディズニー・タイフーン・ラグーン
- ディズニー・ブリザード・ビーチ

## かつて存在したもの
- ディズニー・リバー・カントリー